# کائودوپللا
کائودوپللا (به لاتین: Kawudupelella) یک منطقهٔ مسکونی در سری‌لانکا است که در استان مرکزی (سری‌لانکا) واقع شده‌است.